# Turbina śmigłowa
Turbina śmigłowa (ang. propeller turbine) - wodna turbina typu reakcyjnego stosowana na niskie spady. Różnica między turbiną śmigłową a turbiną Kaplana polega, podobnie jak i w przypadku turbiny Francisa i Deriaza, na przestawialności łopatek wirnika.
W turbinie śmigłowej łopatki wirnika ustawiane są na stałe, a zmiana ich kąta nachylenia wymaga poważnych prac demontażowych. 
Turbiny śmigłowe w małym stopniu były wykorzystywane w Europie, a poza Europą są bardzo rzadko instalowane i praktycznie wyszły z użycia. Elektrownie niskospadowe i elektrownie o spadach do kilkudziesięciu metrów wyposaża się niemal wyłącznie w turbiny Kaplana.